# Мінаков Станіслав Олександрович
Станіслав Олександрович Мінаков (нар. 22 серпня 1959, Харків, Україна) — російський поет, прозаїк, есеїст, перекладач, публіцист родом з України.

## Життєпис
У 1961—1978 жив із батьками в Бєлгороді. Закінчив вісім класів середньої школи № 19, з відзнакою Індустріальний технікум за спеціальністю «телевізійна техніка та радіорелейний зв'язок». У Харкові вчився на радіотехнічному факультеті Інституту радіоелектроніки (ХИРЕ, нині — Харківський національний університет радіоелектроніки), по закінченні якого (1983) працював на Харківському приладобудівному заводі імені Т. Шевченка (ВО «Моноліт») інженером по вводу в експлуатацію АСУ АЕС (до 1988 р. часто виїжджав у відрядження на Ігналінську (Литва), Запорізьку (Україна), Балаковської та Калінінську (Росія) АЕС), працював схемотехніком у конструкторському бюро по створенню кріогенної медичної електронної апаратури (1988—1990).
У 1990—1992 періодично виїжджав на малярно-висотні роботи на елеватор станиці Старо-Щербинівської Краснодарського краю.
З 1992 по 2005 займався редакційно-видавничою діяльністю.
З 1994 по 2005 також працював на громадських засадах (як член правління Харківського відділення Національної спілки письменників України) в кабінеті молодого автора Харківської письменницької організації, керував щорічним семінаром письменників «Молода Слобожанщина» (секція російської поезії), за що відзначений «Подякою Харківського міського голови» (1999). Автор ідеї і видавець упродовж декількох років харківського молодіжного літературно-мистецького альманаху «Левада» (до 2005 р. включно).
Один з організаторів (разом з Л. С. Карась-Чичибабіною, Іриною Євсою, А. Дмитрієвим, В. Васильєвим) та учасник Міжнародного фестивалю сучасної поезії пам'яті Бориса Чичибабіна (1999—2007), Учасник Костромського міжнародного фестивалю сучасної російської поезії (1993), Київського фестивалю сучасної поезії «Гілея» (2001) і «Київські лаври-2006, 2007», член журі та учасник Міжнародних Волошинських літературних фестивалів-конкурсів в Коктебелі (2003—2006), член експертної ради Літературного форуму і член Журі кінофестивалю Міжнародного форуму слов'янських мистецтв «Золотий Витязь» (2013).
Редактор близько 100 книг, журналу «Бурсацкий спуск», упорядник (спільно з А. Дмитрієвим та І. Євсою) і видавець збірників «Дике Поле. Вірші російських поетів України кінця XX століття» (Харків: Крок, 2000), «Гілка колишньої Еллади. Грецькі мотиви в сучасній російській поезії» (Харків: Майдан, 2004), літературно-мистецького ювілейного альманаху «Двуречье. Харьков-Санкт-Петербург» (Харків: Крок, 2004).
У вересні 2003 р. представляв Україну у складі європейської делегації письменників на Першому Євро-Тихоокеанському конгресі ЮНЕСКО «Глобалізація та співробітництво» (Владивосток).
З 2000 р. займається також журналістикою, опублікував десятки статей переважно соціально-культурного, правового та публіцистичного характеру в газетах «Час», «Харьків'яни», «Подія», «Об'єктив-Но», «Слобідський край», «Наш Бєлгород», «Білгородські ізвестія», журналі «Харків. Що? Де? Коли?», Тижневиках «2000», «Нова демократія» (2005—2007), на сайті «Російська лінія» та багато інших.
У 2010 р. — літературний співредактор (разом з Анною Мінаковою) журналу про мистецтво для школярів, педагогів та батьків «Введенская сторона» (Стара Русса, Росія).
У квітні 2014 року виступив одним із речників т. зв. «Звернення 100», де разом з кількома харківськими сепаратистами повторював російські пропагандистські штампи про «нацизм в Україні» і закликав Путіна на допомогу[джерело?].
У серпні 2014 року, після провалу сепаратистських планів щодо Харкова, втік у Росію, повернувшись до Білгорода[джерело?].

## Політична позиція
|                                                                                  | Починаючи від помаранчевого державного перевороту 2004-го року, я сприймаю «проєкт Україна» у цілому як держдепівський, антиросійський, а тому спрямований вістрям мені в серце. Тобто на забій. […] Чи треба говорити, що пекло 2014-го я сприйняв як особистий виклик та звірячий напад на весь Російський світ. Будучи людиною публічною, я висловлював свою позицію відкрито — у пресі різних країн, на політологічних конференціях та на майданах Харкова. […] У результаті мене почали викликати на допити, виключили із Національної спілки письменників України, а з ордером на арешт прийшли до моєї харківської квартири, коли я вже був у Бєлгороді. Власне, на мене не натрапили випадково. За що виключили? За те, що росіянин. Російський письменник. Регулярно публікований у Росії і з виразною громадянською позицією, котра йде врозріз з насильно встановлюваним необандерівським порядком. […] Оригінальний текст (рос.) Начиная с оранжевого государственного переворота 2004-го года я воспринял весь «проект Украина» как госдеповский, антирусский, а потому направленный острием мне в сердце. То есть на убой. […] Надо ли говорить, что ад 2014-го я воспринял как личный вызов и зверскую атаку на весь Русский мир. Будучи человеком публичным, я выражал свою позицию открыто — в прессе разных стран, на политологических конференциях и на площадях Харькова. […] В итоге меня стали вызывать на допросы, исключили из Национального союза писателей Украины, а с ордером на арест пришли в мою харьковскую квартиру, когда я уже был в Белгороде. В сущности, на меня не попали случайно. За что исключили? За то, что русский. Русский писатель. Постоянно публикующийся в России и имеющий внятную гражданскую позицию, идущую вразрез с насильственно устанавливаемым необандеровским порядком. […] |
| — Станіслав Мінаков, Літературний альманах «Гражданинъ» № 4, 2021 р., стр. 28-35 | |

## Участь в організаціях
- Член Національної спілки письменників України (1994—2014).
- Всесвітньої організації письменників «Міжнародний PEN-Club».
- Російський центр, Москва (2003).
- Спілки письменників Росії (2006).
- Міжнародного фонду пам'яті Б. Чичибабіна (1997).

## Премії
- Харківська муніципальна премія імені Б. Слуцького (1998).
- «Народне визнання» (Харків, 2005).
- Міжнародна премія імені Арсенія та Андрія Тарковських (Київ-Москва, 2008).
- Всеросійська літературна премія «Отчий дім» ім. братів І. В. та П. В. Киреевский (Москва-Калуга, 2009).
- «Золотий диплом» Міжнародного форуму мистецтв «Золотий Витязь» за збірку віршів «Нєвма» (Москва, 2012).
- Диплом від Митрополита Київського та всієї України Володимира у конкурсі «Православна моя Україна» (2009, до 1020-річчю Хрещення Русі, «за розвиток сучасної духовної літератури, спрямованої на утвердження Православної Віри і Святої Церкви»).
- Лауреат конкурсу «Культурний герой XXI ст.» (Київ, 2002).
- Призер конкурсу на найкращий переклад англійського вірша В. Набокова «Ode to a Model» (Київ, 2003).
- Переможець Всеукраїнського конкурсу «Русское слово України» у номінації «Публіцистика» (Київ, 2003).
- Переможець турніру поетів у рамках Міжнародного літературного Волошинського конкурсу-фестивалю в Коктебелі (2004).

### Книги
- «Имярек» (Москва, Современник, 1992).
- «Вервь» (Харьков, Издатель, 1993).
- «Листобой» (Харьков, Крок, 1997, стихи и проза; на суперобложке — отзывы А. Кушнера и Б. Чичибабина).
- «Хожение» (Москва, Поэзия.ру, 2004; стихи 1983—2004, переводы, пьеска, две поэмки; предисловие Ю. Г. Милославского).
- «Где живёт ветер» (ХЦ СП Интербук, 1991) — переводы стихотворений А. А. Милна.
- «Храмы России» (Москва, ЭКСМО, 2008, 2010, 2012). Автор-составитель.
- «Храмы великой России», альбом (Москва, ЭКСМО, 2009). Автор-составитель.
- «Всеобщая история музыки» (Москва, ЭКСМО, 2009). Автор-составитель, в соавторстве с А. Минаковой.
- «История мировой музыки: Жанры. Стили. Направления» (Москва, ЭКСМО, 2010). Автор-составитель, в соавторстве с А. Минаковой.
- «Святыни великой России», альбом (Москва, ЭКСМО, 2011). Автор-составитель.
- «Невма» (Новосибирск, поэтическая библиотка журнала «Сибирские огни», 2011).
- «У ограды Бела града» (Белгород, «Константа», 2013). Статьи, очерки, дневники, записки, стихи.

### Вірші
Вірші Мінакова опубліковані в журналах «Студенческий меридиан», «Сельская молодёжь», «Литературная учёба», «Арион», «Литва литературная», «Подъём», Византийский ангел", «Радуга», «Соты», «Бурсацкий спуск», «Лицейский вестник», «©оюз Писателей», ієрусалимському «Галилея», «Иерусалимский журнал», красноярському журналі «День и ночь», хабаровському «Дальний Восток», новосибірському «Сибирские огни», «Воздух», «Кукумбер», «Новый мир», «Октябрь», «Дружба народов», «Введенская сторона» (Старая Русса), «Фома»; в альманахах «Истоки» (1984,1987), «День поэзии» (1987), міжнародному «Стрелец» (1999), міжнародному альманасі «Провинция»(2004)[недоступне посилання з вересня 2019], «Двуречье. Харьков-Санкт-Петербург» (2004), владивостокському «Рубеж» (2004), і «Сихотэ-Алинь» (2006), нью-йоркському «Нам не дано предугадать» (Mir collection, 2006), московському «Илья» (2006); у збірниках «Турнир» (1987), «Отчий дом» (1988), «Молодая поэзия-89» (1989), «Отчизна доверяет нам судьбу» (1989), «Свидание» (1989), «Слово о бойце» (1990), «Дикое Поле. Стихи русских поэтов Украины конца XX в.» (2000), «Антология русских поэтов Украины» (1998), в мюнхенській антології «Киевская Русь. Современная русская поэзия Украины» (Tolstoy-Bibliotek, 2003), «Лауреаты литературных премий Харьковского горисполкома» (2003), «Ветка былой Эллады. Греческие мотивы в современной русской поэзии» (2004), збірки віршів Харківського фестивалю імені Б. Чичибабіна «Между печалью и ничем…» (2004), «Звучащий свет» (2005), «А когда настанет завтра, прозвенит ли мое слово… Международному фонду памяти Б. Чичибабина — 10 лет» (2006), хрестоматії «Русская поэзия XXI в.» (2007), в газеті «Литературная Россия» (1984), в нью-йоркській газеті «Русский базар» (1999), «Русская Оттава» (2005), антології «Русская поэзия XXI века» (Москва, Вече, 2009), альманасі «Лава» (Харків, 2010, 2011), антології «Молитвы русских поэтов. XX—XXI в.» (Москва, Вече, 2010) та ін.

### Переклади
Мінакову належать переклади з англійської віршів для дітей А. Мілна — до книги «Де живе вітер» (ХЦ СП Інтербук, 1991) увійшла лише частина з них — та циклу «У селі Біг-Дундук»; з народної англійської поезії для дітей «Nursery Rhymes» для антології «Сім століть англійської поезії» (2001), переклади віршів А. і Ш. Бронте, Р. Ейтона, Д. Рассела, Х. Макдіармід, К. Патмора, О. Добсона, Л. Джонсона, Е. Даусона, драматичної картини «Голгофа» У. Йейтса. Перекладав з української вірші І. Муратова, В. Бойка, М. Фішбейна, сонети І. Світличного, з давньогрецького — вірші Г. Єфесца. Вірші Мінакова перекладалися на українську, вірменську та німецьку мови.

### Проза та есеїстика
Проза, есе, літературно-критичні статті, рецензії Мінакова опубліковані в «Літературній газеті», журналах «Юність», «Підйом», «Художник», «Літературний огляд», «Російська провінція» та ін. Оглядова стаття про російську літературу Харкова «Харків: ознаки життя» опублікована в журналі «Прапор» (2001).
Оповідання «Запевнення Фоми» опублікований в ювілейному томі «Мій Петербург» (2003), оповідання «Нежный Плотов»(рос.) — в журналі «Октябрь» (№ 4, 2007), оповідання «Так Відкрию двері» — в газеті «Слобідський край» (Харків, 2004).
Мінаков — автор есе про І. Бродського «Третє Євангеліє від Фоми? Претензії до Господа. Бродський та Християнство» (2000), доповіді «Достоєвський у гравюрах С. Косенкова», «Похмурий оптимізм провінції. Від провінційного до провіденційного», «Де просто, там ангелів зі сто. Віршові слова старців», з якими виступав на міжнародних симпозіумах в Санкт-Петербурзі (2001), Москві (Фонд Достоєвського, 2001, 2004, 2006), форумах русистів у Лівадії (2003, 2006, 2007) і Гурзуфі (2006) та ін.
Творчості свого друга, заслуженого художника Росії Станіслава Косенкова (1941—1994) Мінаков присвятив чимало статей, що виходили з 1984 р. у виданнях Росії та України.
Пише паломницькі православні нариси. Автор нарису «Веселими ногами» (Записки паломника: Оптина пустинь, Серафимо-Дивеєвский монастир. 2003), фрагменти опубліковані в московському журналі "Істина та життя (2005) та альманасі «Сіхоте-Алінь» (Владивосток, 2007). В альманасі «Ілля» (2006) і черкаському альманасі «Пушкінське кільце» (2006) опублікував фрагменти паломницького нарису «Від сього в се» (Нові записки паломника).

## Сім'я
Дочка — поетеса Анна Мінакова.